# Tasiocera diacanthophora
Tasiocera diacanthophora är en tvåvingeart som beskrevs av Alexander 1975. Tasiocera diacanthophora ingår i släktet Tasiocera och familjen småharkrankar.
Artens utbredningsområde är Rwanda. Inga underarter finns listade i Catalogue of Life.